# 滇南凤仙花
滇南凤仙花（学名：Impatiens duclouxii）是凤仙花科凤仙花属的植物，为中国的特有植物。分布在中国大陆的云南等地，生长于海拔1,500米至2,500米的地区，常生于混交林下及密林中，目前尚未由人工引种栽培。